# Fredy (piłkarz)
Alfredo Kulembe Ribeiro znany jako Fredy (ur. 27 marca 1990 w Luandzie) – angolski piłkarz grający na pozycji ofensywnego pomocnika. Od 2023 jest zawodnikiem klubu Eyüpspor.

## Kariera klubowa
Swoją karierę piłkarską Fredy rozpoczynał w juniorach takich klubów jak: GDP Costa de Caparica (1999-2001) i CF Os Belenenses (2001-2009). W 2009 roku awansował do pierwszego zespołu Porto. 3 kwietnia 2009 zadebiutował w nim w pierwszej lidze portugalskiej w przegranym 0:1 wyjazdowym meczu z Académiką Coimbra. W 2012 roku został wypożoczony do Recreativo Libolo, z którym wywalczył mistrzostwo Angoli. Następnie wrócił do Belenenses i w sezonie 2012/2013 wywalczył z nim awans z drugiej do pierwszej ligi. W latach 2015–2016 ponownie grał w Recreativo Libolo. W sezonie 2015 został z nim mistrzem kraju, a w sezonie 2016 zdobył Puchar Angoli.
Latem 2016 Fredy został zawodnikiem Excelsioru Rotterdam. Swój debiut w nim zaliczył 13 sierpnia 2016 w wygranym 2:0 domowym meczu z FC Groningen. W Excelsiorze grał przez rok.
Latem 2017 Fredy wrócił do CF Os Belenenses, a w 2018 – nowopowstałego B-SAD. Zadebiutował w nim 11 sierpnia 2018 w wygranym 1:0 wyjazdowym meczu z CD Tondela. W Debiucie strzelił gola. 
Na początku 2019 Fredy przeszedł do Antalyasporu. Swój debiut w nim zanotował 3 lutego 2019 w przegranym 2:6 domowym spotkaniu z Beşiktaşem. W Antalyasporze występował do lata 2023.
Latem 2023 Freddy został piłkarzem Eyüpsporu. Swój debiut w nim zaliczył 2 września 2023 w zwycięskim 3:1 domowym meczu z Giresunsporem, w którym strzelił gola. W sezonie 2023/2024 awansował z Eyüpsporem z Süper Lig do 1. Lig.
| Sezon   | Klub                | Kraj       | Rozgrywki     | Mecze | Bramki |
| ------- | ------------------- | ---------- | ------------- | ----- | ------ |
| 2008/09 | CF Os Belenenses    | Portugalia | Primeira Liga | 4     | 0      |
| 2009/10 | CF Os Belenenses    | Portugalia | Primeira Liga | 24    | 0      |
| 2010/11 | CF Os Belenenses    | Portugalia | Segunda Liga  | 22    | 4      |
| 2011/12 | CF Os Belenenses    | Portugalia | Segunda Liga  | 4     | 0      |
| 2012    | Recreativo Libolo   | Angola     | Girabola      | 8     | 1      |
| 2012/13 | CF Os Belenenses    | Portugalia | Segunda Liga  | 38    | 8      |
| 2013/14 | CF Os Belenenses    | Portugalia | Primeira Liga | 24    | 2      |
| 2014/15 | CF Os Belenenses    | Portugalia | Primeira Liga | 14    | 1      |
| 2015    | Recreativo Libolo   | Angola     | Girabola      | 21    | 9      |
| 2016    | Recreativo Libolo   | Angola     | Girabola      | 10    | 3      |
| 2016/17 | Excelsior Rotterdam | Holandia   | Eredivisie    | 32    | 2      |
| 2017/18 | CF Os Belenenses    | Portugalia | Primeira Liga | 20    | 2      |
| 2018/19 | B-SAD               | Portugalia | Primeira Liga | 18    | 6      |
| 2018/19 | Antalyaspor         | Turcja     | Süper Lig     | 13    | 0      |
| 2019/20 | Antalyaspor         | Turcja     | Süper Lig     | 24    | 3      |
| 2020/21 | Antalyaspor         | Turcja     | Süper Lig     | 32    | 7      |
| 2021/22 | Antalyaspor         | Turcja     | Süper Lig     | 37    | 7      |
| 2022/23 | Antalyaspor         | Turcja     | Süper Lig     | 26    | 3      |
| 2023/24 | Antalyaspor         | Turcja     | Süper Lig     | 3     | 0      |
| 2023/24 | Eyüpspor            | Turcja     | 1. Lig        | 24    | 2      |

## Kariera reprezentacyjna
W swojej karierze Fredy grał w młodzieżowych reprezentacjach Portugalii na różnych szczeblach wiekowych. W reprezentacji Angoli zadebiutował 5 marca 2014 w zremisowanym 1:1 towarzyskim meczu z Mozambikiem, rozegranym w Maputo. W 2019 roku powołano go do kadry na Puchar Narodów Afryki 2019. Rozegrał w nim trzy mecze grupowe: z Tunezją (1:1), z Mauretanią (0:0) i z Mali (0:1).
W 2024 roku Fredy został powołany do kadry na Puchar Narodów Afryki 2023. W tym turnieju rozegrał pięć meczów: grupowe z Algierią (1:1), Mauretanią (3:2) i z Burkiną Faso (2:0), w 1/8 finału z Namibią (3:0) i ćwierćfinałowy z Nigerią (0:1).